# Apel
Apél (starogrško Απελλής), starogrški slikar iz obdobja klasičnega helenizma, * 375 pr. n. št./370 pr. n. št. verjetno v Kolofonu, Lidija, † 332 pr. n. št./329 pr. n. št., Kos, Grčija. Znan je tudi kot Apel s Kosa. Zelo verjetno pa je živel v času 112. olimpijade (332 pr. n. št. - 329 pr. n. št.), saj je upodobil Aleksandra Velikega.
Ohranjen ni noben original njegove slike, pač pa je znan iz spisov in po nekaterih slikah, ki so bile narejene kot kopije njegovih del ali v duhu njegove slikarije. Apela štejejo med največje grške slikarje starega veka.
V slovenščini je spomin na Apela zaznamoval Prešeren z zbadljivim sonetom Apel in čevljar.

## Življenjepis
Verjetno se je rodil v Koloniji v Joniji, najprej je študiral pod Eforom iz Efeza, a ko je pridobil nekaj slave, je postal študent pri Pamfilu v Sikionu . Tako je združil dorsko temeljitost z jonsko milino. Pritegnjen na dvor Filipa II., je njega in mladega Aleksandra naslikal tako dobro, da je postal priznan sodobni slikar Makedonije in njegova slika Aleksandra, ki drži strelo, je v glavah mnogih Aleksander s kopjem kiparja Lizipa. Stoletja kasneje je ostal Plutarh hladen in se odločil, da ne uspe natančno razmnoževati Aleksandrove barve: »On je naredil Aleksandrovo pojavo preveč temnopolto, medtem ko nam je rečeno, da je svetlopolt, z rdečo ki se je pokazala predvsem na njegovem obrazu in prsnem košu«.
Veliko tega, kar vemo o Apelu, izhaja od Plinija starejšega (Naturalis Historia, XXXV). Njegova spretnost pri risanju človeškega obraza je posebna zgodba, ki ga povezuje s Ptolemajem I. Soterjem. Ta nekdanji Aleksandrov general ni imel rad Apela, medtem ko sta bila oba v Aleksandriji, a mnogo let kasneje, ko je potoval po morju, je nevihta prisilila Apela, da je pristal v Ptolemejevem egiptovskem kraljestvu. Ptolemijev dvorni norec je podkupil Apelove tekmece, da bi umetniku posredovali lažno vabilo h kosilu s Ptolemejem. Nepričakovan prihod Apela je razjaril kralja. Ptolemej je zahteval, da pove, kdo je povabil Apela, in z ogljem iz ognjišča je Apel narisal podobo na steno, ki jo je Ptolemej priznal kot njegovega norca v prvih potezah skice.
Apel je bil sodobnik Protogena, čigar ugled je zagovarjal. Plinij je zapisal tudi anekdoto, ki je krožila med poznavalci helenistike prvega stoletja n. št.: Apel je odšel v dom Protogena na Rodosu, da bi se seznanil s tem slikarjem, o katerem je toliko slišal. Ko je prišel v njegov studio, je naletel na staro žensko, ki mu je povedala, da je Protogen zunaj in prosil za njegovo ime, da bi lahko poročala, kdo je po njem spraševal. Opazoval je v studiu ploščo, ki je bila pripravljena za slikanje, se dotaknil stojala, pri čemer je s krtačo povedal slugi, da naj Protogenu pove: »To je prišlo od mene« in narisal v barvi zelo fino črto čez ploščo. Ko se je Protogen vrnil in je starka pojasnila, kaj se je zgodilo, je preučil črto in izrazil, da bi lahko samo Apel naredili tako popolno delo; Protogen je nato potopil krtačo v drugo barvo in podaljšal še boljšo črto nad prvo in prosil svojega služabnika, naj to prikaže obiskovalcu, če se vrne. Ko se je Apel vrnil in so mu pokazali odgovor, je sramežljiv, da je morda boljši, v prvih dveh barvah v tretji barvi naredil še lepšo črto, pri čemer ni ostalo prostora za še en dodatek. Ko je to videl, je Protogen priznal poraz in odšel iskat Apela in ga srečal iz oči v oči.
Plinij trdi, da je bila ta slika le del zbirke Julija Cezarja, vendar je bila uničena, ko je Cezarjev dvor na palatinskem griču zgorel. Medtem ko je delal osnutek za enega od nagrobnikov Aleksandrovih ljubic, Campaspe, se je Apel zaljubil v njo. Kot znak priznanja za delo velikega slikarja mu jo je predstavil Aleksander. Apel je dejal, da je delal na sliki Afrodito iz Kosa, ko je umrl in slika je ostala nedokončana, ker nihče ni bil dovolj spreten, da bi jo dokončal.
Znano Apelovo delo je priskrbelo več primerov za pripovedni realizem, ki so ga občudovali grško-rimski poznavalci, jedrnato izraženi v Horacijevih besedah ut pictura poesis (ko je slikanje tako poetično). Zdelo se je, da je Apel imel okus za izdelavo alegorije in personifikacije, ki ga je prineslo daleč pri izrisu Obrekovanja, kot ga je opisal Lukijan , v katerem nedolžni mladenič napačno obtožuje Neznanje, Zavist, Izdajstvo in Prevaro. Zgodbo o sliki naj bi bila lažna obtožba umetnikovega rivala, ki ga je Apel vpletel v zaroto proti Ptolemeju. To je skoraj pripeljalo do umetnikove usmrtitve. »V renesansi je bil primer poetične slike, ki je bila vedno omenjena, ko je bilo obravnavano umetniško-pesniško vprašanje, Apelovo obrekovanje, znana po Lukjianovem opisu« . Panel Sandra Botticellija Apelvo obrekovanje je bil naslikan v zavestnem prizadevanju enakovredno sliki v Lucianovi ekfrasis.
Zdravnik in filozof Sextus Empiricus je uporabil Apela v analogiji za Ataraksija. Skeptična pridobitev ataraksije je bila podobna postopku, v katerem je Apel poskušal slikati konja. Želel je predstavljati peno (v grški mitologiji je Pozejdon ustvaril konje iz morske pene). Bil je tako neuspešen, da se je v besu odrekel in vrgel gobo, ki jo je uporabil, da je očistil svoje krtače in je njena oznaka povzročila učinek konjske pene.

## Dela
Apelove slike (od katerih nobena ni ohranjena) so bile:
- Aleksander vihti strelo, ena od mnogih, ki jih je naredil tako za Aleksandra kot njegovega očeta Filipa;
- Afrodita Anadiomene (Afrodita vstaja iz morja), ki prikazuje boginjo, ki vstaja iz morja (ne sliko, na kateri je delal, ko je umrl, temveč prejšnjo sliko), za kar Plinij starejši pove zgodbo o Aleksadrovi ljubici Campaspe, kot modela za Afrodito. Po mnenju Ateneja, grškega pisca, je ideja Afrodite vstajajoče iz morja navdihnila Frino (znamenita hetera (kurtizana), ki je živela v Grčiji v 4. st. pr. n. št.), ki v času festivala Elevzinski misteriji in Pozejdonije ni imela težav s plavanjem gola v morju.
- portret Antigona I. Monoftalmos na konju, v tričetrt pogledu, ki je umetno prikril njegove slepe oči;
- portret Artemide, ki jo obkroža skupina deklet, ki darujejo žrtev, ki temelji na Odiseji 6.102ff;
- Žrtvovanje v Kosu, opisano v Herodovem Mimesu (4.59).
- portreti Klita Črnega in Arhelaja I. Makedonskega.
- Procesije velikega duhovnika Artemide v Efezu.
- Velika alegorija Obrekovanje

Številne njegove slike so bile odpeljane v Rim (vključno z Afrodito Anadiomene) in postavljene na javni razstavi; v dveh kompozicijah s portreti Aleksandra (Kastor in Poluks z Zmago in Aleksandrom Velikim in Figura Vojne z rokami, zvezanimi za hrbtom na triumfalni Aleksandrovi kočiji) je cesar Klavdij I. kasneje zamenjal obraz Aleksandra z njegovim dedom Avgustom.

## Zapuščina
Ocena klasičnega učenjaka Percyja Gardnerja v enajsti izdaji Encyclopædia Britannica se glasi:
Nekaj stvari je bolj brezupno, kot poskus uresničevanja sloga slikarja, katerega dela so izginila. Toda veliko bogastvo zgodbe, resnične ali izumljene, se je v antiki držalo Apela; in sodobni arheologi so seveda poskušali odkriti, kaj kažejo.
Na primer pravijo, da je pripisoval veliko vrednost risanju obrisov, ki se prakticirajo vsak dan. Zgodba je dobro znana o njegovem obisku Protogena in rivalstvu dveh mojstrov, ki bi lahko naredila najfinejše in pravilno črto. Moč risanja takšnih linij je opazna pri dekoriranju rdečefiguralnih vaz v Atenah. Apelovo ravnanje s tekmecem je velikodušno, ker je povečal vrednost svojih slik s širjenjem poročila, ki ga je hotel kupiti in prodati kot svojega.

Apel je dopustil premoč nekaterih njegovih sodobnikov v določenih zadevah: po Pliniju je občudoval dispositio Melantija, tj. način, kako je razmikal svoje figure in mensurae Asklepiodora, ki je moral biti velik mojster simetrije in razmerja. Še posebej je bila nedoločljiva kakovost "miline", ki je odlikovala Apela. Verjetno je uporabil le malo barve in se izognil oblikovanju perspektive: njegova glavna zasluga sta bila enostavnost oblikovanja, lepota linije in čar izraza. Ko se pohvali naturalizem nekaterih njegovih del - na primer, da je roka njegovega Aleksandra izstopala iz slike - ne smemo pozabiti, da je to zasluga, ki jo nevedni kritiki vedno pripisujejo delom, ki jih občudujejo. Pravzaprav je bila starost Aleksandra en pomemben idealizem, verjetno pa je Apel v izrazitem obsegu uspel pripisati njegovo lepoto za naravo. 
Plinij povezuje številne reči s Apelom, ki lahko izhajajo iz Apelove izgubljene razprave o umetnosti slikanja. Ena izhaja iz sodbe o Protogenu, da je Protogen vedel, kdaj je bila njegova slika končana: quod manum de tabula scirat  ([on je vedel], kdaj naj vzamemo roko s slike). Drugi se nanaša na njegovo prakso razstavljanja svojih del pred svojo trgovino, nato pa se skrival v bližini, da bi slišal pripombe mimoidočih. Ko je čevljar komentiral svoje napake pri barvi čevlja, je Apel naredil popravke že večer; naslednje jutro je čevljar opazil spremembe in ponosen na svoj vpliv na umetniško delo začel kritizirati, kako je Apelu podstavil nogo ko je Apel izhajal iz svojega skrivališča: Ne sutor ultra crepidam – (pustite, da čevljar popravlja) Zadnje besede, ki jih Plinij pripisuje Apelu, se nanašajo na slikarsko prizadevnost pri vsakodnevni vadbi njegove umetnosti: Nulla umre sine linea (Ni dneva brez črte, ki je potegnjena). Apel je prav tako vprašal, zakaj se je tako nenehno dotikal in retuširal svoje slike in poskušal doseči popolnost (vsaj v svojem umu); na kar je odgovoril: »Slikam za večnost«.
Plinij pravi, da je Apel izumil številne uporabne novosti v slikarstvu, toda njegov recept za črni lak, ki ga je Plinij imenoval atramentum, ki je služil ohranjanju njegovih slik in omilitvi njihove barve ter ustvaril učinek, ki ga Plinij pohvali za nedokončan -  Apel je zadržal skrivnost in je bila izgubljena z njegovo smrtjo.
Ni dvoma, da je bil Apel eden najbolj drznih in naprednih umetnikov. Takšna je bila njegova slava, da je več italijanskih renesančnih slikarjev ponovilo njegove predmete, v upanju, da bi dali nekaj vedenja o njihovi kompoziciji. Rafael se je morda predstavil kot Apel na Atenski šoli in Sandro Botticelli je v svojih delih zasnoval dve podobi – Rojstvo Venere in Apelovo obrekovanje.